# Phylidorea (Phylidorea) nervosa
Phylidorea (Phylidorea) nervosa is een tweevleugelige uit de familie steltmuggen (Limoniidae). De soort komt voor in het Palearctisch gebied.